# Гридино (Верховажский район)
Гридино — деревня в Верховажском районе Вологодской области.
Входит в состав Липецкого сельского поселения, с точки зрения административно-территориального деления — в Липецкий сельсовет.
Расстояние по автодороге до районного центра Верховажья — 69,7 км, до центра муниципального образования Леушинской — 2 км.
По переписи 2002 года население — 35 человек (16 мужчин, 19 женщин). Преобладающая национальность — русские (97 %).